# Porto do Sauípe

Porto do Sauípe liegt im Bezirk (Municipio) von Mata de São João in Bahia

Der Ort Porto do Sauípe liegt an der Linha Verde ca. 120 km im Norden von Salvador da Bahia im Bundesstaat Bahia in Brasilien.

## Wirtschaft und Tourismus
Um den Ort herum gibt es mehrere Hotelkomplexe u. a. von Marriott International, Sofitel und Renaissance. Der Strand ist von Kokospalmen und kleinen Häusern umgeben und für seinen weichen, gelblichen Sand bekannt. Das Meer ist rau und das Wasser klar.

## Verkehr
Wenige Kilometer östlich des Ortes verläuft die Fernstraße BA-099.